# Hudi Kraj, Velikovec
Hudi Kraj (nemško Bösenort) je naselje v Občini Velikovec v Okraju Velikovec na Koroškem v Avstriji.